# Конёнков, Сергей Тимофеевич
Серге́й Тимофе́евич Конёнков, Каненков (28 июня [10 июля] 1874[…], Верхние Караковичи, Ивановское сельское поселение — 9 октября 1971, Москва) — русский и советский скульптор, график, педагог. Академик АХ СССР (1954; член-корреспондент с 1947). Народный художник СССР (1958). Герой Социалистического Труда (1964). Лауреат Ленинской премии (1957) и Сталинской премии третьей степени (1951).
Ещё до революции скульптора называли «русским Роденом».

## Биография
Родился в зажиточной крестьянской семье, представители которой после войны 1812 года сумели выкупить себя из крепостной зависимости.
Учился в прогимназии и экстерном сдал экзамены за курс классической гимназии. В 1892—1899 годах учился в Московском училище живописи, ваяния и зодчества у С. И. Иванова и С. М. Волнухина. Окончил курс со званием неклассного художника.
В 1897 году вместе с Константином Клодтом командирован училищем за границу «за счёт процентов с премии имени С. М. Третьякова». Посетил Германию, Францию, Италию.
В 1898 году по возвращении из командировки исполнил статую «Камнебоец».
В 1899—1902 годах учился в Высшем художественном училище при Академии художеств в Санкт-Петербурге в мастерской В. А. Беклемишева. За дипломную работу «Самсон, разрывающий узы» в 1902 году получил звание скульптора. Скульптура показалась слишком революционной и по распоряжению чиновников Академии художеств была уничтожена.
Принимал участие в Декабрьском восстании 1905 года в Москве. В 1906 году под впечатлением событий создал цикл портретов участников боёв на Пресне («Рабочий-боевик 1905 года Иван Чуркин»).
Оформил кафе Филиппова на Тверской (1905), создал барельеф «Пиршество» (1910).
В 1907 году выставил так называемую «Лесную серию» — ряд деревянных изваяний славянских языческих богов. В них автор сочетал архаические мотивы, приёмы примитивной скульптуры и модернистскую экспрессию.
В 1909 году принят в члены Союза русских художников.
В 1910 году участвовал в конкурсе проектов памятника Александру ll в Санкт-Петербурге.
В 1912 году путешествовал по Греции и Египту. Поездка стала для Коненкова возможностью ещё лучше понять древнее искусство, почувствовать свою связь с античными мастерами. В Греции из настоящего пентелийского мрамора исполнил несколько работ, вдохновленных древними образцами («Эос», две «Коры»).
В августе 1916 года был избран в действительные члены Императорской академии художеств. Организовал первую персональную выставку в своей мастерской на Пресне. В декабре 1916 года провёл вторую, а в ноябре 1917 года — третью персональную выставку в своей мастерской.
После революции 1917 года принимал участие в плане монументальной пропаганды, однако чиновники от власти настороженно приняли его модернистские, экспрессивные работы. В 1917 году вошёл в отдел пластических искусств Комиссии по охране памятников старины и искусства, в Коллегию художников театра и комиссии «Кра́соты Москвы». В 1917—1919 годы — организатор и председатель Московского профессионального союза скульпторов-художников.
В 1918—1922 годах преподавал во ВХУТЕМАСе и студии Пролеткульта в Москве.
В 1918 году создал доску «Павшим в борьбе за мир и братство народов» для Сенатской башни Московского Кремля и скульптурную композицию «Степан Разин со своей дружиной» для Красной площади (дерево; хранятся в Государственном Русском музее)
Работал над «лесной серией», в которой широко использовал дерево, применяя различные приёмы обработки. Для него лес — это воплощение стихийных сил природы, символ красоты. Он творчески переосмыслил образы старинных преданий, использовал приёмы народной резьбы. К серии принадлежат такие работы как «Старенький старичок» (1909), «Старичок-полевичок» (1909), «Стрибог» (1910), «Вещая старушка» (1916), «Дядя Григорий» (1916), «Нищая братия» (1918).
Прообразом лица, изображённого в скульптуре «Вещая старушка», скульптору послужила чрезвычайно популярная в 1915—1916 годах русская сказительница былин и сказов М. Д. Кривополенова, простая пинежская крестьянка, удивившая Россию своим природным талантом.
Параллельно с «лесным циклом» работал над «греческим циклом» (работы «Юноша» и «Горус»).
Его работы часто выдержаны в традициях русского народного искусства, деревянной резьбы. («Крылатая» (1913), «Жар-птица» (1915), «Кариатида» (1918).
Был членом Общества русских скульпторов, Ассоциации художников революционной России
В 1923 году участвовал в оформлении Всероссийской сельскохозяйственной и кустарно-промышленной выставки в Москве, для которой выполнил из дерева статуи «Рабочий», «Крестьянка», «Текстильщица» и другие.
В конце 1923 года вместе с женой, по предложению А. В. Луначарского уехал сначала в Ригу, а затем в США для участия в выставке русского и советского искусства. Предполагалось, что поездка продлится только несколько месяцев, однако возвращение на родину состоялось только через 22 года. Основным местом жительства и работы в этот период стал Нью-Йорк.
В 1928—1929 годах посетил Италию и встретился с Максимом Горьким. В Риме проходила его персональная выставка. По инициативе М. Горького создал галерею портретов деятелей искусства и науки — бюсты М. Горького, А. Довженко, И. Павлова, Ф. Шаляпина.
К американскому периоду творчества относятся его рисунки, связанные с размышлениями на темы Библии, «Апокалипсиса». Художник изобразил Христа, пророков и апостолов, создал эскизы к космогониям.
Провёл персональные выставки в Нью-Йорке в 1925 году и в Риме в 1928 году.
В 1935 году администрация Принстонского университета заказала скульптору бюст учёного А. Эйнштейна. Великий физик с уважением относился к творчеству русского скульптора, но с ещё большим вниманием — к его супруге (по сомнительной, но устойчивой версии из мемуаров П. Судоплатова — агенту советской разведки) Маргарите Ивановне, также состоявшей в знакомстве с Робертом Оппенгеймером, «отцом американской атомной бомбы».

Коненков в мастерской работает над бюстом С. Н. Базальянц

Во время Второй мировой войны был членом Комитета помощи России. Получили известность письма мистического характера, которые накануне войны скульптор писал Иосифу Сталину. По фотографиям выполнил скульптурные портреты Г. Жукова, К. Рокоссовского, И. Конева, Р. Малиновского.
В США был членом общины «Исследователей Библии», основанной проповедником Ч. Т. Расселом.
По личному приказанию Сталина в 1945 году был зафрахтован пароход «Смольный», на котором скульптора и все его работы перевезли в СССР. Многие авторские гипсы были затем переведены в материал. Скульптор получил мастерскую на улице Горького в Москве.
В 1960 г. в Серпухове прошла персональная выставка С.Т. Конёнкова, которую он посетил вместе со своей женой Маргаритой. В 1965 году в здании Московского дома художника на Кузнецком Мосту состоялась выставка работ скульптора, приуроченная к 90-летию со дня его рождения.
По воспоминаниям М. П. Лобанова:

Довелось мне быть однажды вместе со школьниками у Конёнкова, в его мастерской на углу улицы Горького и Тверского бульвара. Колоритный старец показывал детям свои извлечённые им из дерева чудеса: всяких лесовиков, полевичков, зверушек, лесную нечисть, рассказывал, как в детстве любил слушать старого пасечника, изображал, как тот вытаскивал из бороды запутавшихся в ней пчёл. И в конце встречи Сергей Тимофеевич угостил нас редкостным зрелищем. В то время он работал над проектом памятника Ленину, который, по его замыслу, должен был представлять установленную на Воробьёвых горах высоченную фигуру вождя, с протянутой рукой вращающуюся в течение суток вокруг своей оси вслед за движущимся солнцем. «Степан! Заводи!» — раздался вдруг громкий голос Сергея Тимофеевича, и тотчас же откуда-то из дверей выбежал похожий на обломовского Захара нечёсаный мужик, включил что-то в памятнике, агрегат загрохотал, и Владимир Ильич медленно задвигался вокруг своей оси, к восхищению школьников.
Автор портретов И. С. Тургенева, В. В. Маяковского, К. Э. Циолковского, Н. Д. Зелинского, памятников А. С. Пушкину, Л. Н. Толстому, В. И. Сурикову, надгробия М. М. Пришвину.
Скульптор также выполнил обещание, данное М. Горькому во время их встречи в Италии, создав портрет внучки писателя Марфы, её дочери Нины и матери — Надежды Алексеевны Пешковой и объединив их в цикл «Три возраста» (скульптурные портреты «Марфинька» и «Ниночка»).
В галерее портретов особое место занимают изображения композиторов, в том числе И. С. Баха и Н. Паганини.
Из не воплощённых работ — проект памятника Александру II.
Умер 9 октября 1971 года в Москве. Похоронен на Новодевичьем кладбище (уч. 8). На могиле установлен известный автопортрет скульптора, за который он был удостоен Ленинской премии.

## Личная жизнь
Первая жена — Татьяна Яковлевна, урождённая Коняева
сын — Кирилл Сергеевич Конёнков (1909—2000), инженер-конструктор
внучка — Алла Кирилловна Конёнкова, кандидат культурологии
правнук — Олег Юрьевич Робинов, директор Московского государственного музея С. А. Есенина
В 1922 году женился на Маргарите Ивановне Воронцовой (1895—1980). Брак остался бездетным.

## Награды и звания
- Герой Социалистического Труда (1964)
- Народный художник РСФСР (1955)
- Народный художник СССР (1958)
- Ленинская премия (1957) — за скульптуру «Автопортрет»
- Сталинская премия третьей степени (1951) — за скульптурные портреты «Марфинька» и «Ниночка»
- Два ордена Ленина

1. 17.01.1956 — за заслуги в области развития советского изобразительного искусства
2. 1964

- Медаль «За доблестный труд в Великой Отечественной войне 1941—1945 гг.»
- Медаль «В память 800-летия Москвы»
- Действительный член АХ СССР (1954)
- Почётный гражданин Смоленска (1964)

## Работы Сергея Конёнкова

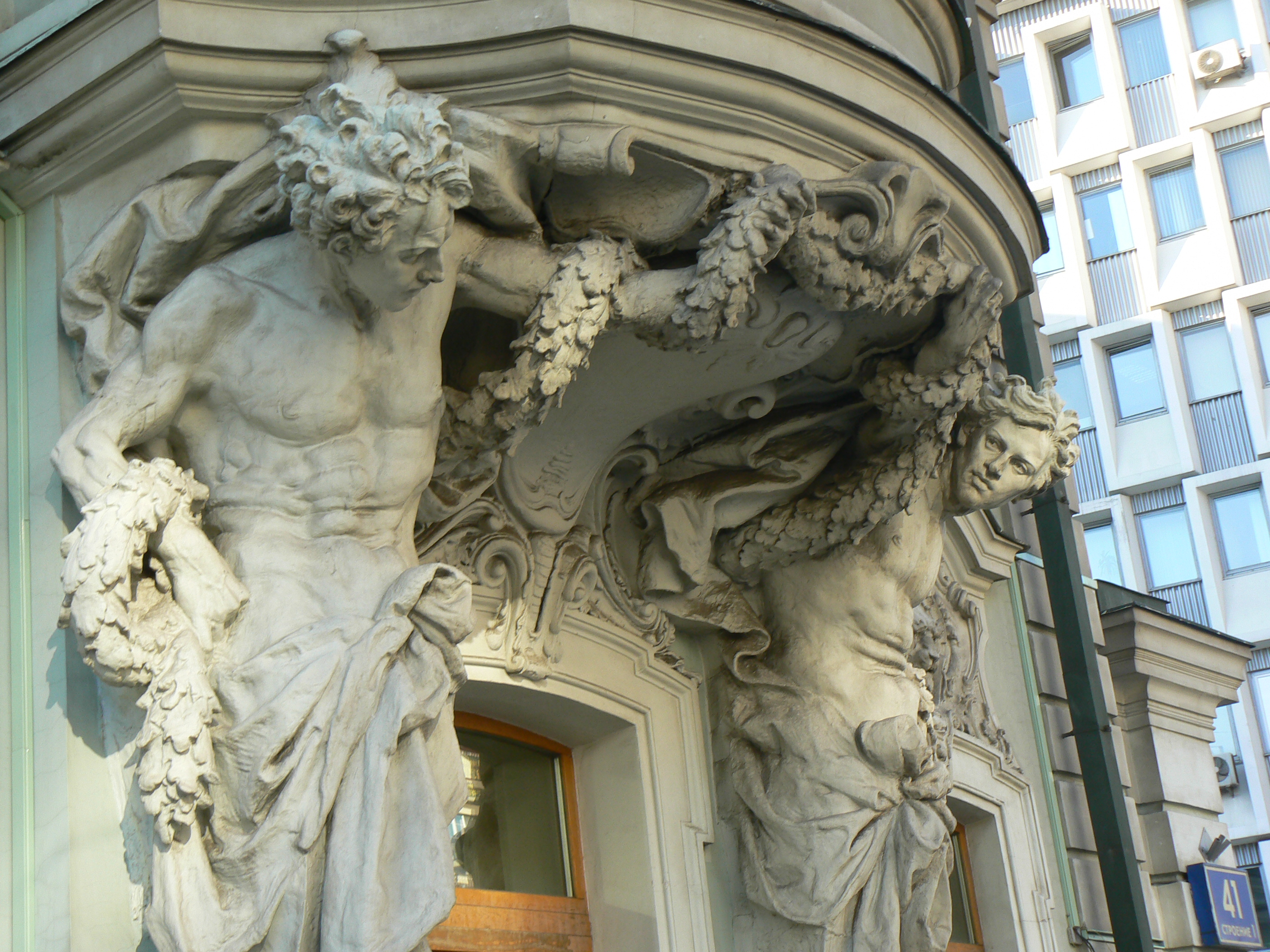
Атланты, 1893. Городская усадьба Кузнецовых.
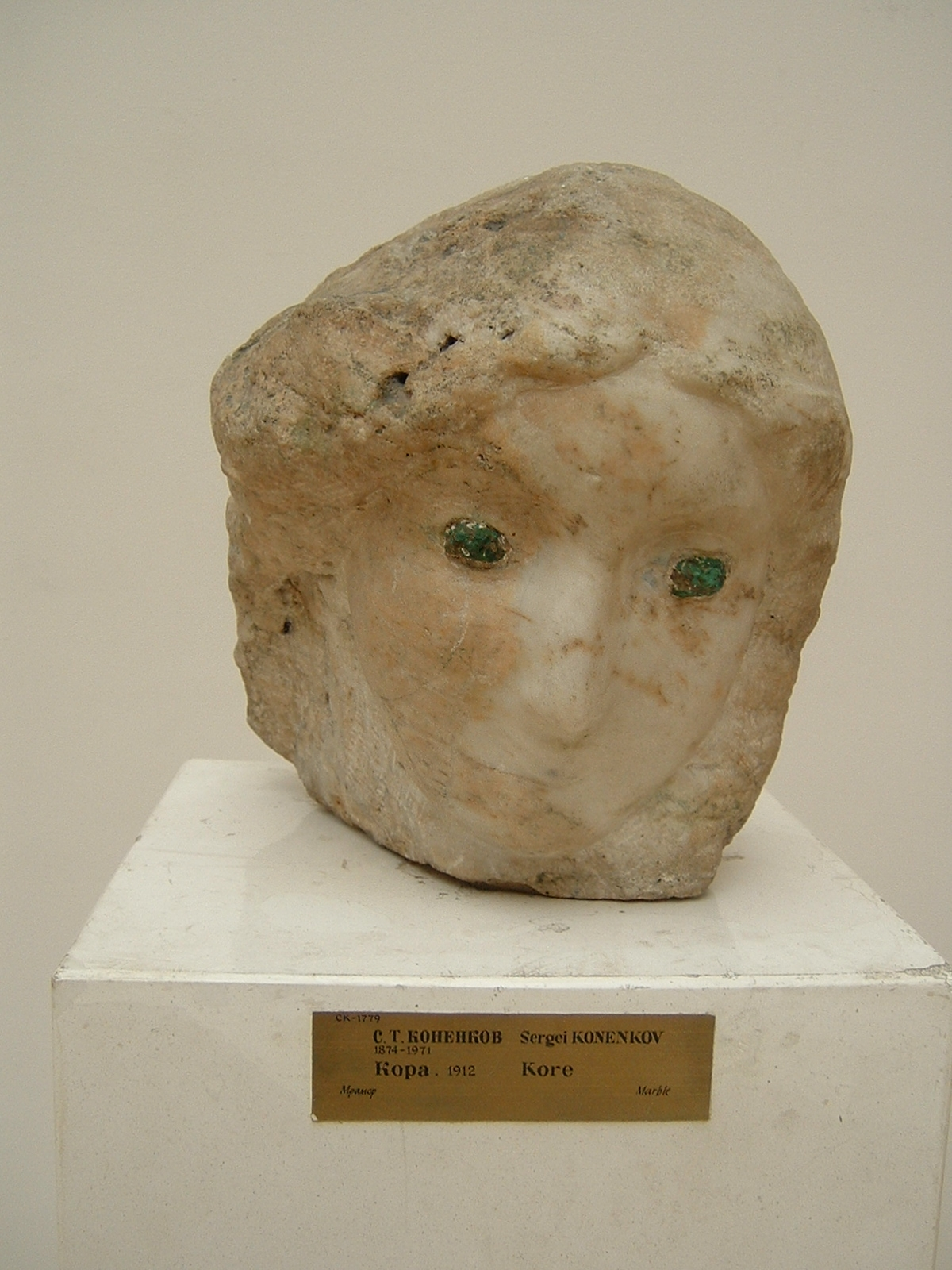
Кора, 1912
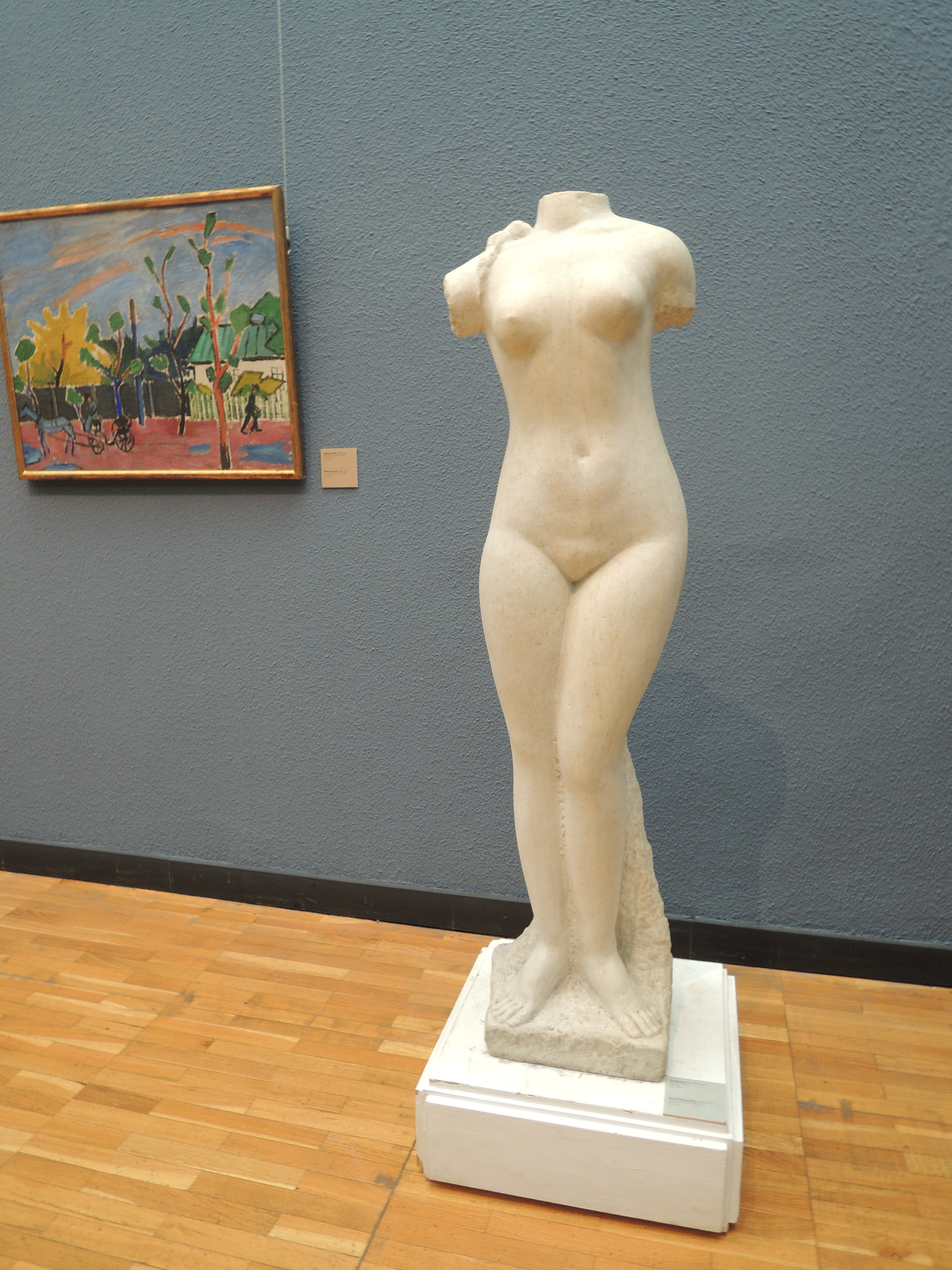
Юная, 1916
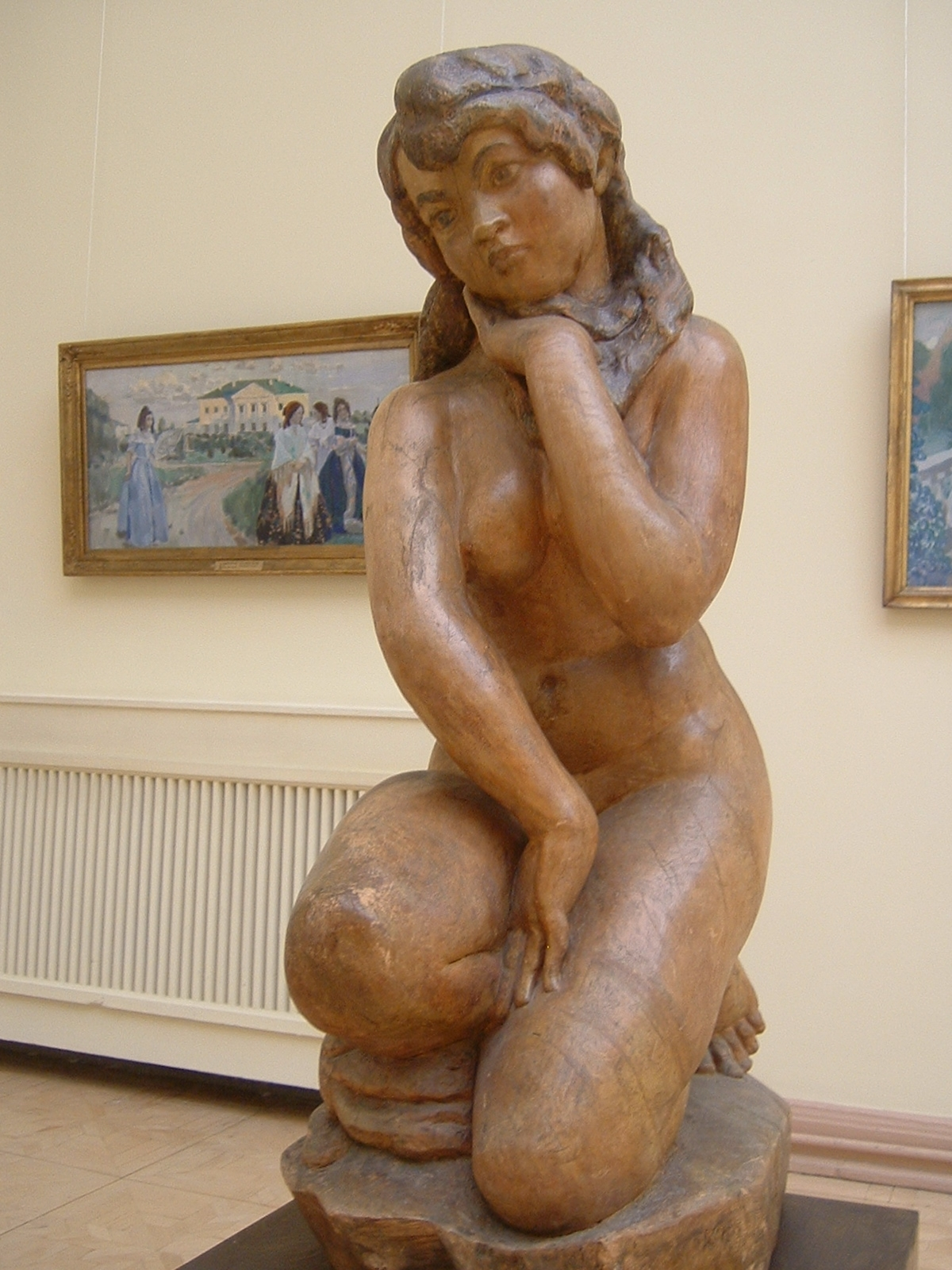
Купальщица, 1917
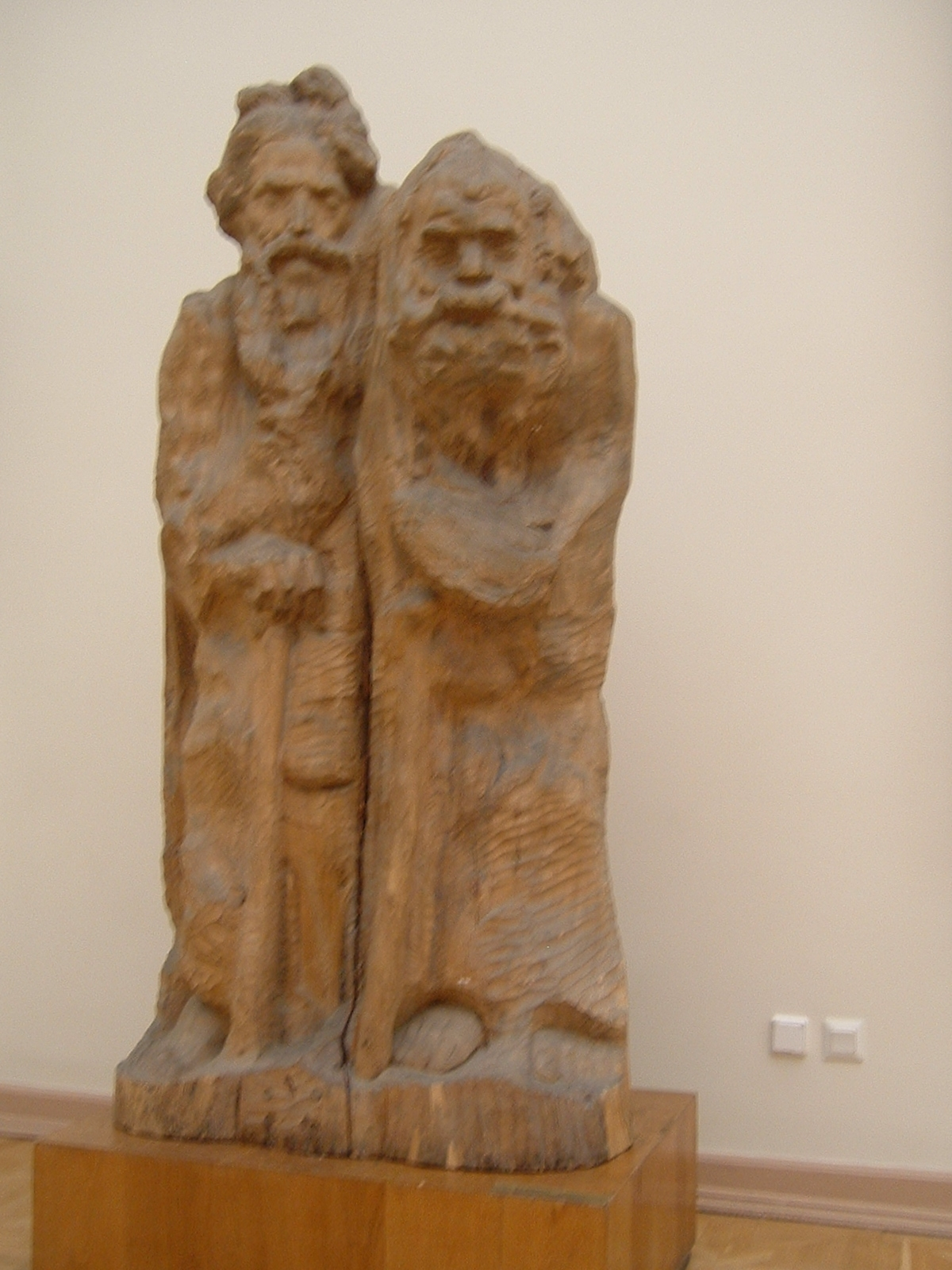
Нищая Братия, 1917
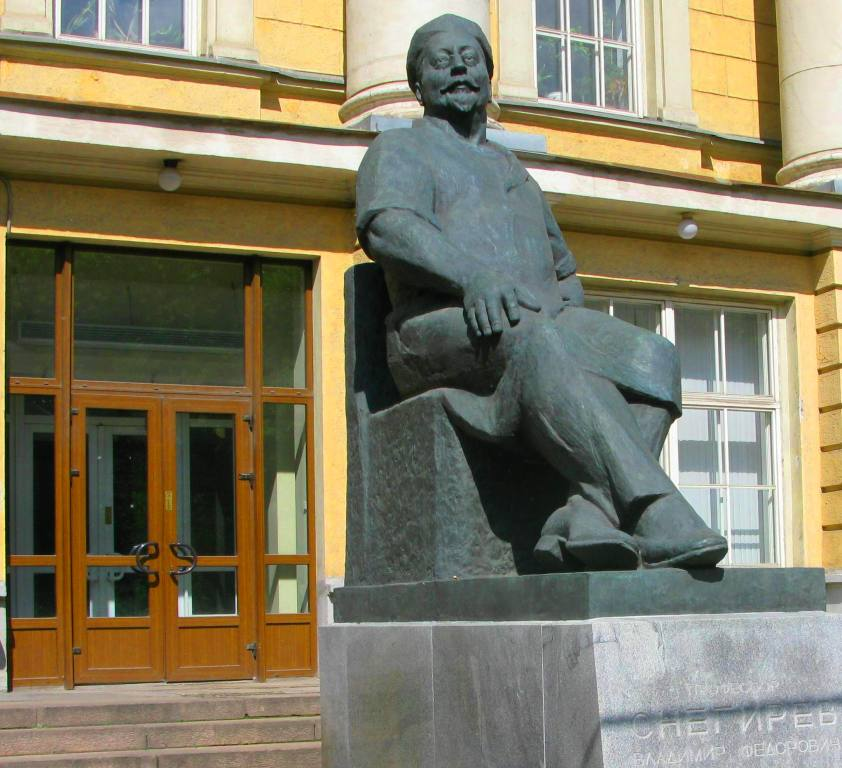
Памятник Владимиру Снегирёву
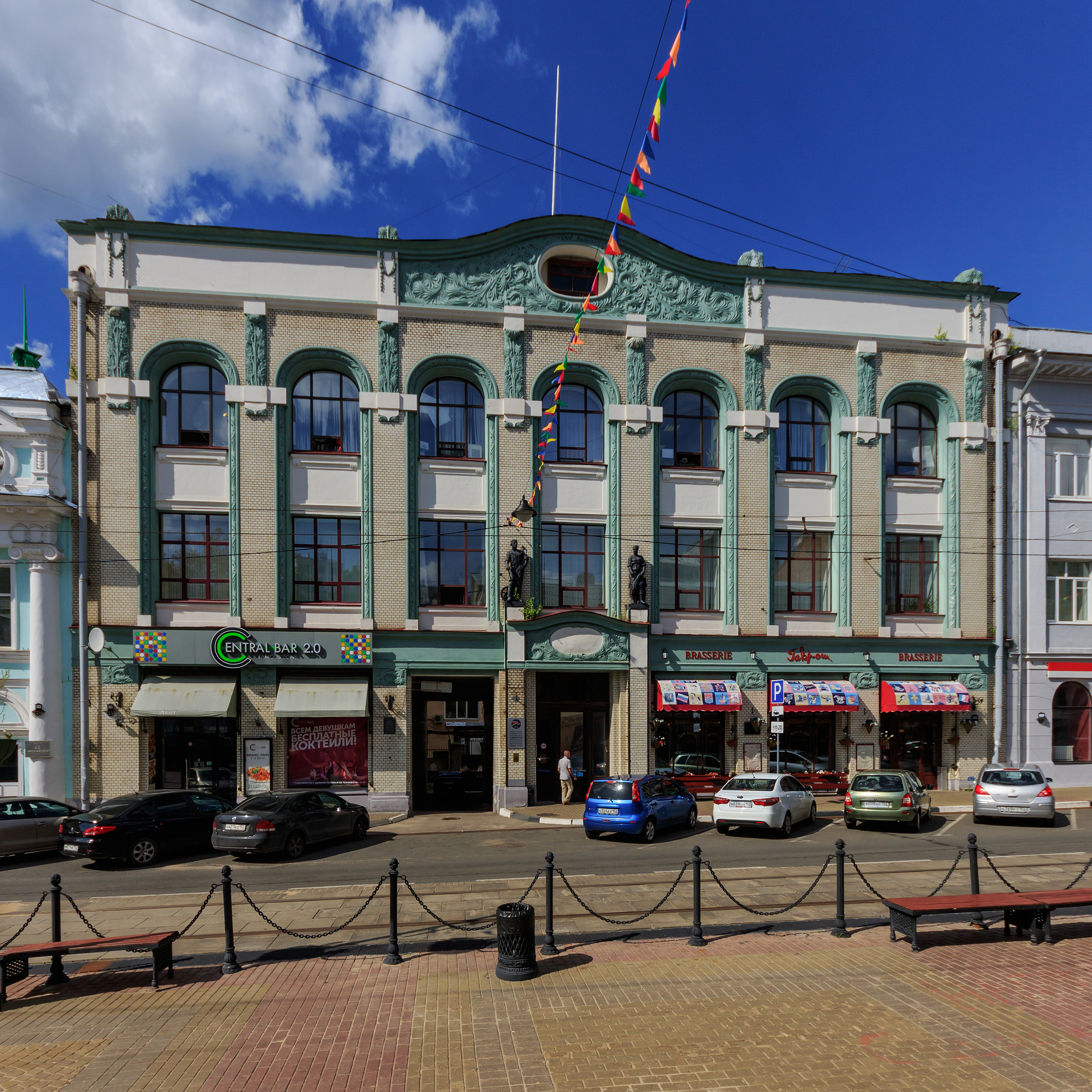
Банк Рукавишниковых. Скульптурные фигуры рабочего и крестьянки
Надгробие А. Г. Костикова

## Память
- В 1974 году, к столетию скульптора, в Москве, в доме, где он прожил свои последние 24 года, был открыт музей, названный «Мемориальный музей-мастерская Конёнкова». В него входят собственно мастерская, где работал мастер, его квартира, кабинет, а также холл и вестибюль. Интерьер выполнен по проекту самого С. Т. Конёнкова.
- На стене музея установлена мемориальная доска-барельеф.
- Также именем скульптора названы улицы в Москве, Смоленске, Рославле, Новошахтинске.
- Смоленский музей изобразительных искусств имени С. Т. Конёнкова.
- В 2024 году Почтой России выпущен почтовый блок, посвященный 150-летнему юбилею со дня рождения художника[18].

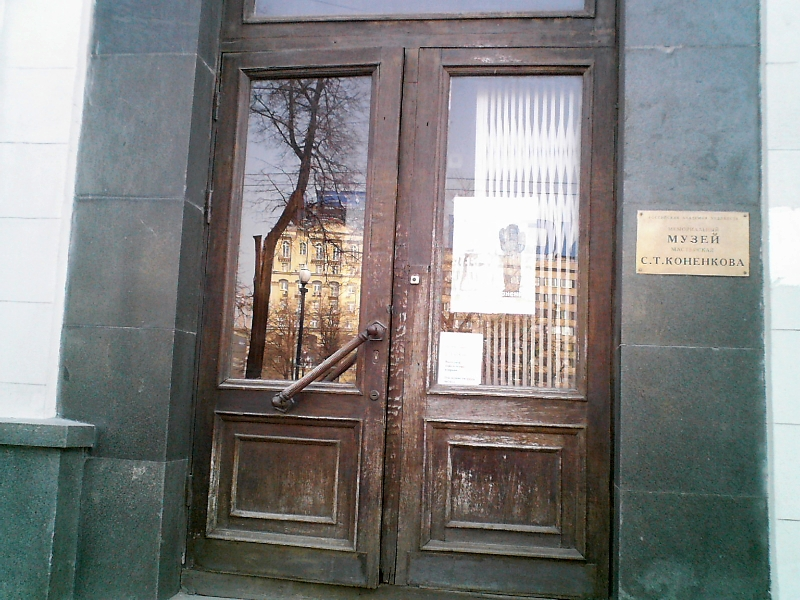
Вход в Дом-Музей в Москве
Могила С. Т. Конёнкова на Новодевичьем кладбище в Москве
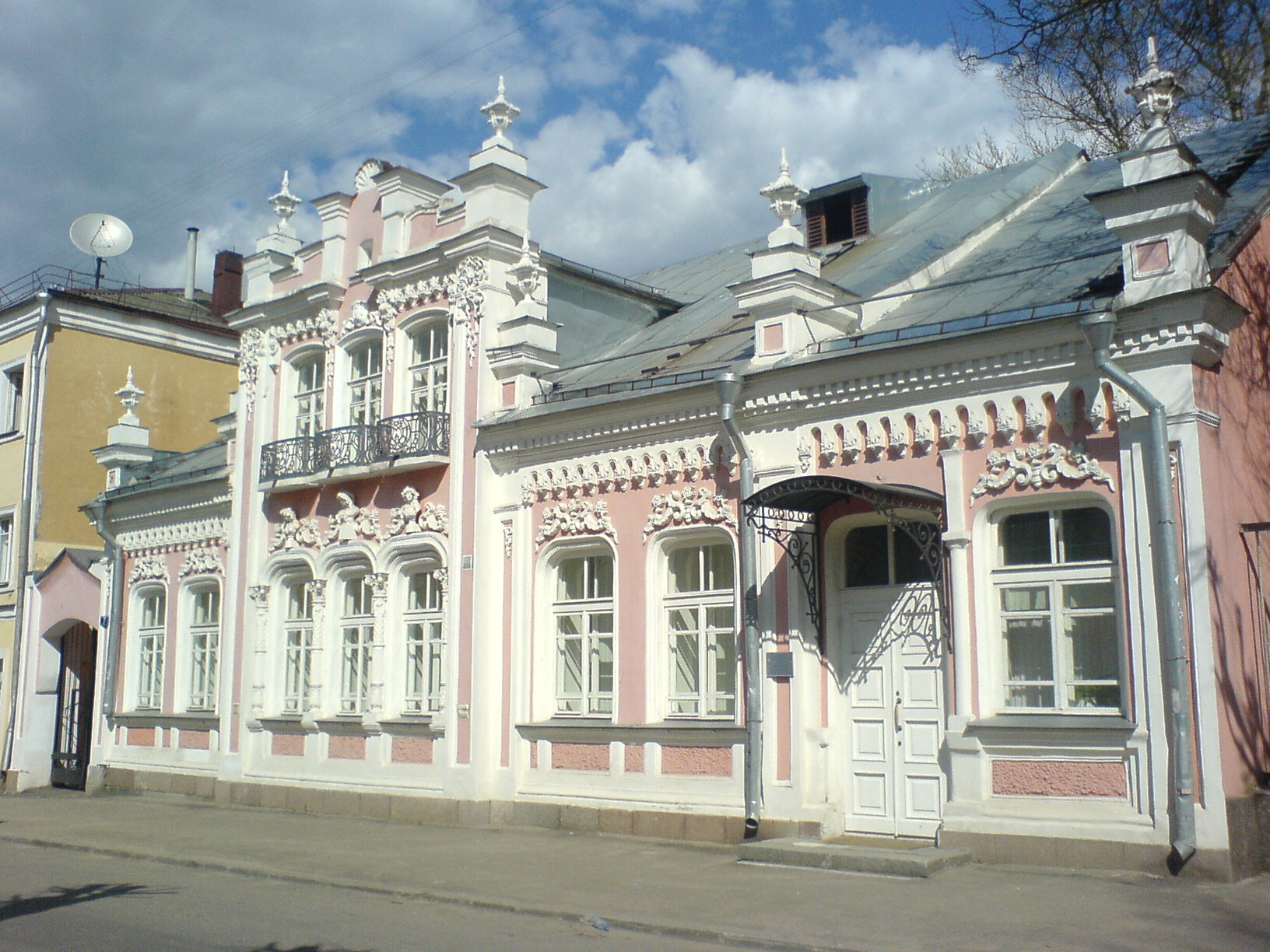
Музей скульптуры Сергея Конёнкова в Смоленске
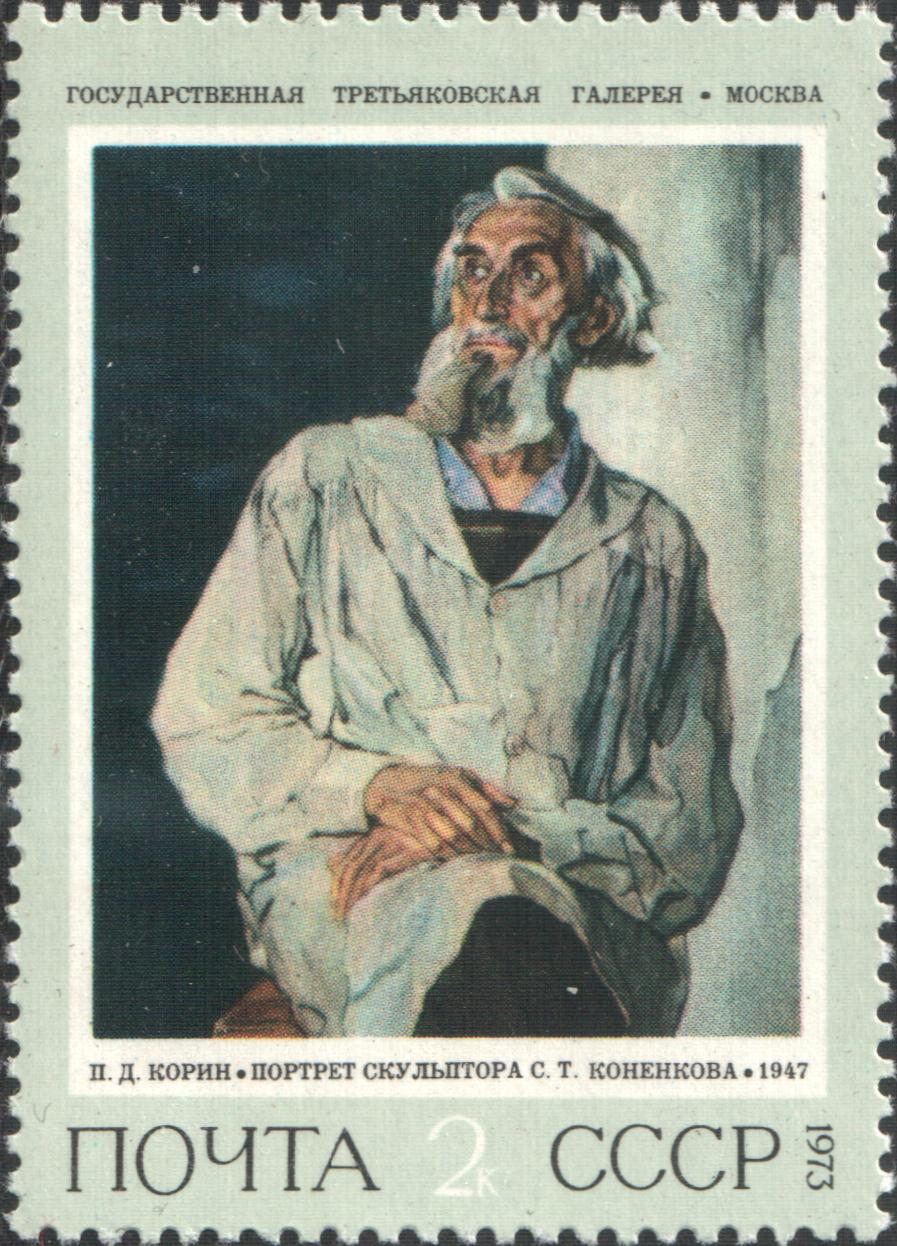
Почтовая марка СССР, 1973 год (по портрету работы Павла Корина [1947])
Бюст Конёнкова в Смоленске
Доска при доме Коненкова в Москве
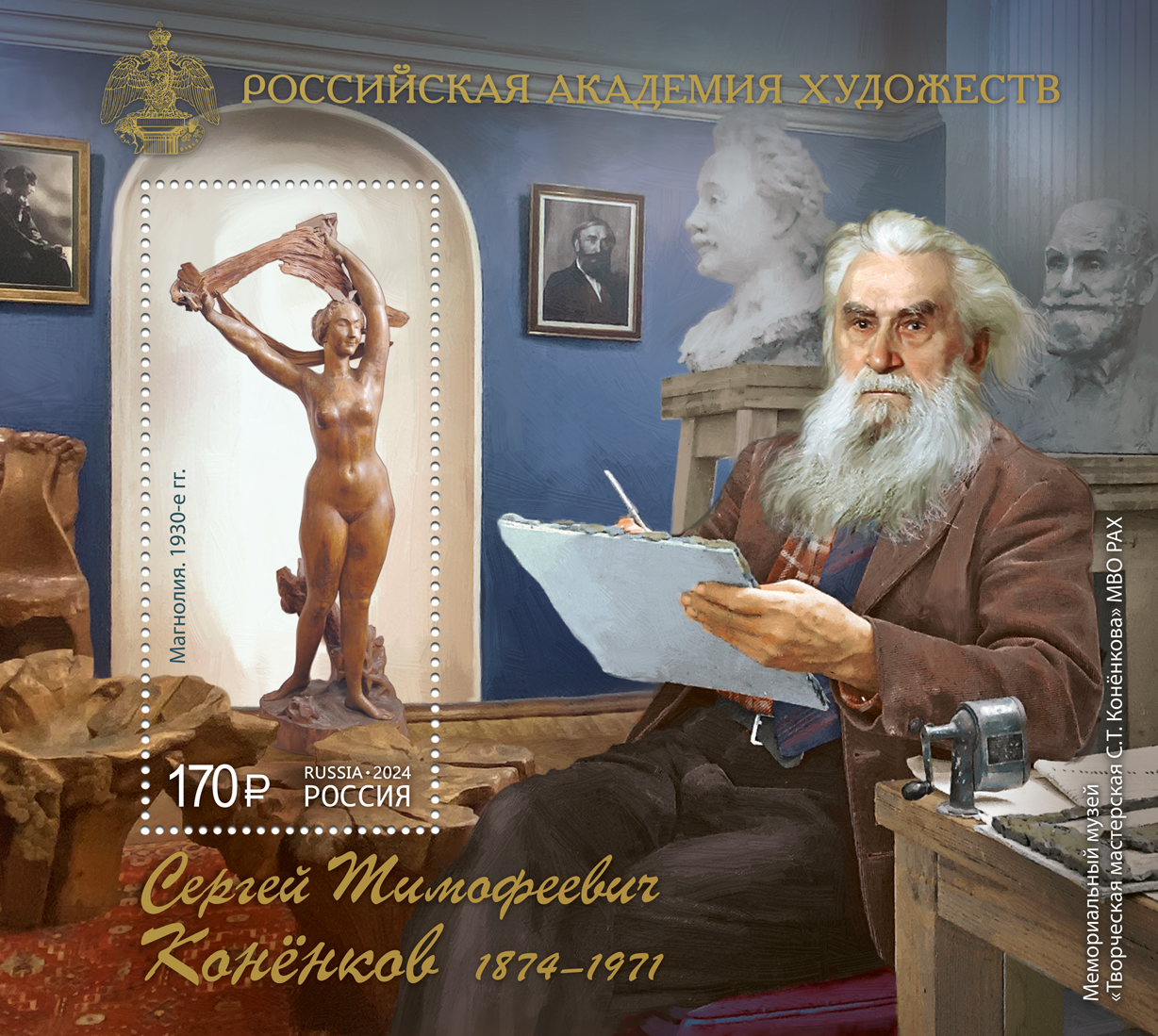
Почтовый блок России, 2024 год

## Художественные образы
- Телесериал «Эйнштейн. Теория любви» (2013) — Александр Балуев

## Публикации текстов
- Конёнков С. Т. и др. Встречи. Воспоминания современников о скульпторе / Сост. и вступ. статья Н. Н. Банковского; ред. текстов и коммент. Н. Н. Марениной. — М. : Советский художник, 1980. — 271 с. : ил. — 15 500 экз. — OCLC 14904665.
- Конёнков С. Т. Мой век : Воспоминания / С. Т. Конёнков; лит. запись Ю. А. Бычкова. — Изд. второе, доп. — М. : Политиздат, 1988. — 383 с. : ил. — 200 000 экз. — ISBN 5-250-00109-2. — OCLC 28613946.
- Конёнков С. Т. Пророчества о войне. Письма Сталину. — М.: Родина, 2022. — 238, [1] с. : портр. — ISBN 978-5-00180-997-5